# Frontera húmeda
Se denomina frontera húmeda, frontera hidrográfica, límite hidrográfico, raya húmeda o raya inundada al tramo en el cual una línea limítrofe entre dos jurisdicciones (ya sea de países, estados o entidades subnacionales) circula sobre superficies acuáticas, es decir, la isolínea que une los puntos que identifican el contacto entre ambos discurre sobre un arroyo, río, lago, laguna o algún cuerpo marino. Se acuña en oposición a la frontera seca.
Normalmente ese límite separa las jurisdicciones relativas a la exploración y explotación de los recursos naturales, vivos y no vivos, de la columna de agua, del lecho, del subsuelo, así como el espacio aéreo suprayacente, sin embargo pueden establecerse límites que dividan solo algunas de estas materias asignables. 

## Generalidades
Este tipo de límite puede ser establecido en consideración a distintas variables, tanto las naturales como las artificiales, es decir, el límite jurídico puede apoyarse o no en un rasgo natural. Son variados los modos que es posible utilizar para definir una frontera húmeda.

### Fronteras fluviales

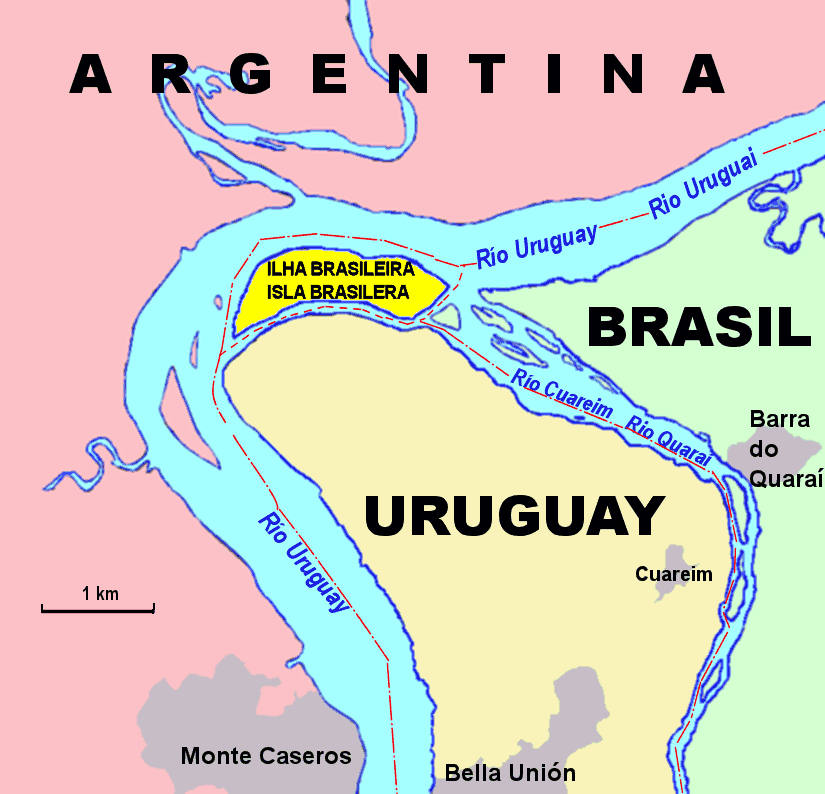
Fronteras fluviales entre Argentina, Brasil y Uruguay trazadas sobre el río homónimo y el río Cuareim. En su centro, la disputada isla Brasilera.

Los ríos son el modo más práctico de establecer fronteras, debido a su carácter natural, su estabilidad en el tiempo, dificultad de franqueabilidad y a la división que geográficamente hacen, con comarcas a uno u otro lado de su cauce. Por ejemplo, la longitud de las fronteras fluviales representa un 48,06 % del total limítrofe entre los países de América Central, al punto en que la totalidad de las líneas limítrofes de la región utilizan el soporte fluvial en alguno de sus segmentos.
Generalmente, el límite en un curso fluvial es definido por el “álveo”, talweg o vaguada, es decir el eje principal o más profundo, generalmente empleado por la navegación, en el cual las aguas corren a mayor velocidad. En otras ocasiones se utiliza el punto medio del río, es decir, la línea que se traza de manera equidistante respecto a la distancia que medra hasta cada orilla, independientemente si coincide o no con el eje más profundo. Esto es apropiado para ríos que varían la posición del talweg pero los cambios quedan siempre acotados al cuenco ya bien definido.
Una tercera forma es la denominada “costa seca” es decir, el límite de una de las jurisdicciones concluye en la línea que dibuja el nivel medio de las aguas, perteneciendo de este modo la totalidad del río a la jurisdicción opuesta. Un ejemplo de costa seca fluvial es el adoptado para un tramo del río San Juan, en la frontera entre Costa Rica y Nicaragua, ya que a este último el tratado fronterizo Cañas-Jerez de 1858 atribuyó la margen norte y el dominio de las aguas, siendo la propia orilla sur la frontera internacional con Costa Rica, a la cual concedió derechos de navegación.
Una cuarta manera sería el de aguas compartidas, en ese caso el curso es administrado en conjunto, normalmente por una entidad creada al efecto.
Al utilizar un río como límite, puede decidir emplearse distintos sistemas según cada tramo o sección e incluso puede hacérselos solapar en un mismo tramo, al dividir de manera distinta los objetos a asignar. Por ejemplo, puede utilizarse el de aguas compartidas respecto al aprovechamiento de sus recursos ictícolas, y emplear el talweg para trazar el límite correspondiente al lecho y subsuelo. Este modo mixto es similar al adoptado por el tratado del año 1973 que definió el límite sobre el Río de la Plata entre la Argentina y el Uruguay.
Las islas que posee el río limítrofe serán asignadas respecto al modo en que se ha optado, si es la línea media, incluso la presencia histórica de una de las jurisdicciones en pugna, generando enclaves.
Las islas también pueden ser adjudicadas por la regla de adyacencia, es decir, son asignadas a la soberanía correspondiente a la ribera más próxima a su margen. Este método puede emplearse en conjunto con la división de las aguas y lecho por el sistema del talweg -por ejemplo en el límite del río Paraná entre la Argentina y el Paraguay- o cuando se empleó la línea media por ejemplo en el límite en el río Miño entre España y Portugal.
No todos los ríos se prestan adecuadamente para servir de límites. Para evitar posibles conflictos son aptos para esta condición los que mantienen imperturbablemente el mismo trazado de su curso durante mucho tiempo. De allí que no es conveniente utilizar para definir fronteras los ríos que discurren en espacios geográficos constituidos por llanuras sumamente planas labradas sobre sedimentos sueltos o inmaduros, en los que el cauce aún no ha desarrollado un valle definido, por lo tanto, avanza inestablemente entre abundantes y pronunciados meandros, con frecuentes cambios de recorridos, exacerbado por un acentuado volumen de sedimentos transportados por sus aguas.
Un ejemplo de los problemas que esto genera es el haber seleccionado como límite internacional de un tramo de la frontera entre la Argentina y el Paraguay al impredecible río Pilcomayo.
Además de que la inconsistencia hidráulica de su canal impide precisar su talweg, ese curso presenta un comportamiento atípico, con desplazamientos de cauce en casi todas sus crecidas, en los que divaga por la llanura, llevando a identificarlo como un río de límites móviles.
Un caso similar ocurrió entre Nicaragua y Honduras. Un tramo de su frontera está definido por el cauce del río Negro. A raíz del Huracán Mitch, este cambió su curso en el tramo final, por lo que pasó de desembocar en territorio hondureño a hacerlo en el nicaragüense, lo cual ha producido desacuerdos entre las comunidades locales de ambos países.

### Fronteras lacustres

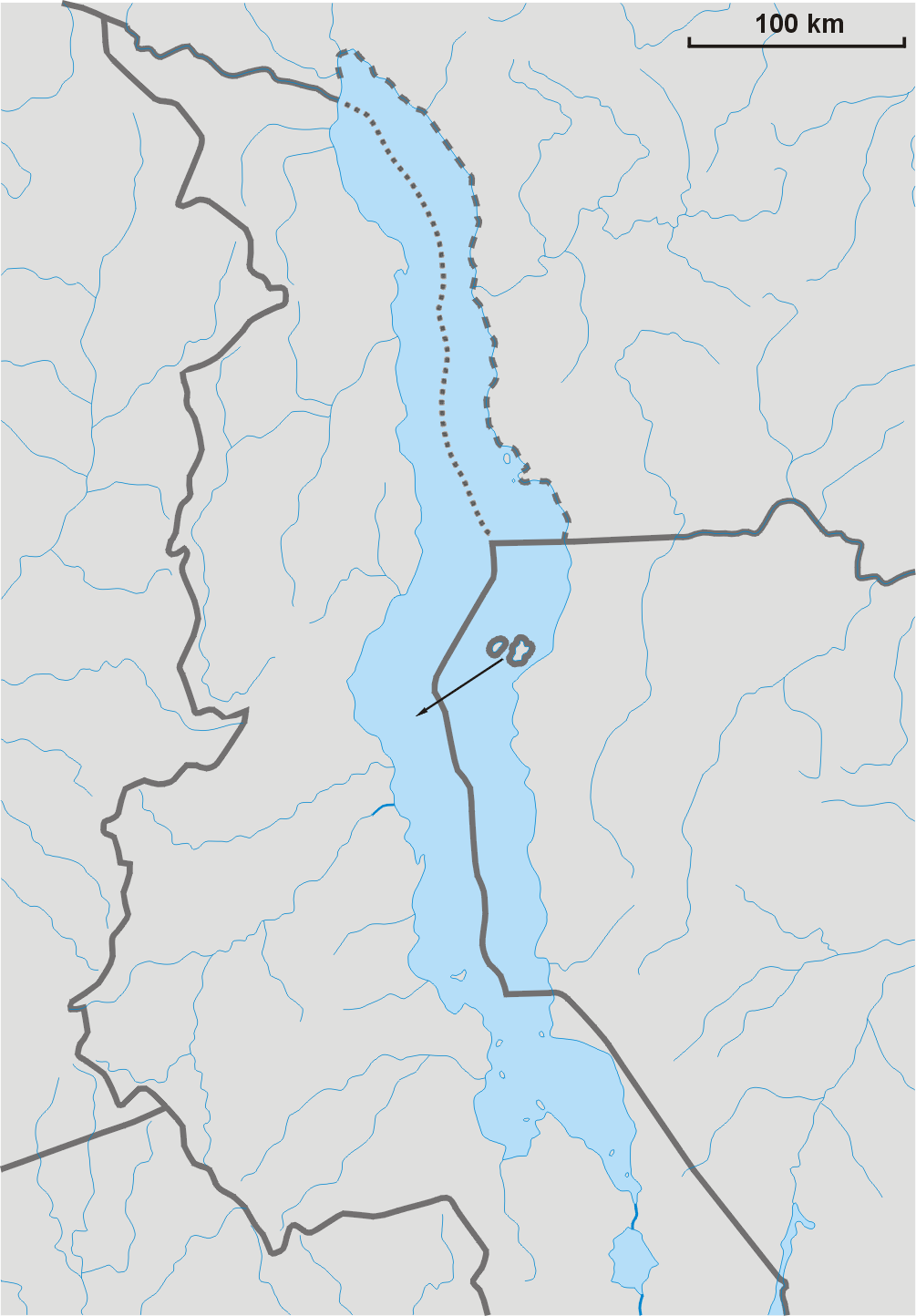
Frontera lacustre entre Malaui, Tanzania y Mozambique trazada sobre el lago Malaui.

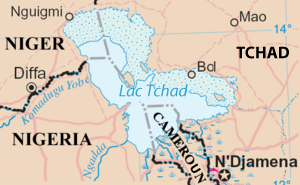
Frontera lacustre entre Chad, Níger, Nigeria y Camerún, en el centro de África, trazada sobre el lago Chad.

Los lagos o lagunas suelen ser empleados como fronteras, en especial si estos son longitudinales o de gran tamaño. Frecuentemente son parte de una frontera húmeda mayor, la cual se continúa apoyándose en ríos afluentes o efluentes del cuerpo lacustre, como ocurre con los Grandes Lagos entre Estados Unidos y Canadá.
Al establecer el límite sobre un lago pueden emplearse las mismas formas que se utilizan para definir los límites sobre ríos, salvo por el método del talweg. Si el corte limítrofe es perpendicular al eje natural del lago se emplea una línea imaginaria que une dos puntos a cada lado del mismo, ya sea dos hitos que marcan puntos artificiales o rasgos naturales, como desembocaduras de cursos fluviales o cumbres de montañas; también es posible combinarlos y que cada lado del lago esté definido por rasgos distintos. En otros casos se emplean líneas poligonales que cambian de dirección en determinados puntos o vértices, por ejemplo como se empleó en el lago Chad -en el centro de África- entre Camerún, Níger, Nigeria y Chad.
También se utiliza el formato de costa seca; un ejemplo es el existente en el lago Malaui entre la república homónima y Tanzania.

### Fronteras marítimas

Distintas maneras de trazar el límite hidrográfico de la frontera entre Colombia y Venezuela correspondiente al tramo sobre el golfo homónimo.

Las superficies marinas también son utilizadas para trazar fronteras entre colindancias de distintas jurisdicciones. Estas han cobrado particular importancia durante el siglo XX y XXI en razón de la mayor demanda de recursos alimenticios (pesca de moluscos, crustáceos, peces, etc.) y del desarrollo de tecnologías que permiten realizar explotaciones en sitios donde antes era impensado, por ejemplo aprovechamiento de estratos petrolíferos y gasíferos contenidos en el subsuelo marino a grandes profundidades.
Comienzo del límite marítimo
Normalmente el límite marítimo de dos jurisdicciones comienza allí donde termina el límite terrestre. Según la Convención de las Naciones Unidas sobre el Derecho del Mar (CONVEMAR), el extremo inferior de las tierras emergidas (fin de cualquier límite terrestre) es el punto de las más bajas mareas muertas o mareas de cuadratura. Esto significa que, dependiendo de la altitud del borde costero y de la amplitud de las mareas de un determinado tramo limítrofe, las aguas inundarán a diario un determinado segmento de la porción final del tramo de frontera terrestre. Por esta razón el punto donde comienza la frontera marítima casi nunca es señalado con un hito, ya que las aguas lo destruirían. Es por ello que se emplea el punto terrestre más cercano al nivel que alcanzan allí las aguas en las más altas pleamares (mareas sizigia) u olas en los mayores temporales. Esto forzosamente hace que desde el hito físico erigido la línea limítrofe sea solo proyectada hasta el punto convenido. 
Principio de la equidistancia

El método tradicional de dibujar límites en aguas marinas es hacerlo partiendo del comienzo del límite terrestre según la regla de la línea media o equidistante al territorio emergido de cada jurisdicción, es decir, cada punto de la línea del límite se encuentra a igual distancia de ambos territorios emergidos.
Cuando la naturaleza ha establecido una desigualdad tanto en costas como en los fondos marinos de dos estados, esta es, jurídicamente, irremediable. Sin embargo, cuando ocurre cierta desigualdad en las costas (no en los fondos) de un estado respecto al otro que determina manifiesta disparidad en sus rasgos, existen circunstancias pertinentes que originan la posibilidad de no aplicar la línea de equidistancia. Estas características, las que deben ser reales y objetivas, son fundamentalmente geográficas, y ocasionalmente económicas.
Esto se origina en la teoría esgrimida por Alemania Occidental en el año 1969 en su disputa contra Holanda y Dinamarca por las aguas del mar del Norte.
En ella postuló que además de la línea de equidistancia hay otras variables a considerar, por ejemplo la existencia de “circunstancias pertinentes” o especiales (las que pueden ser la concavidad del litoral de un estado, las diferencias en la longitud de las fachadas costeras, la presencia de islas, etc.) así como obrar bajo el concepto de “principios equitativos”, ateniéndose a los objetivos que se pretenden en una delimitación. Ambos conceptos operan en planos diferentes pero poseen una dualidad indisociable, ya que se busca el reparto equitativo de los territorios marítimos para que cada estado obtenga una parte “justa”.
Trazados sobre sistemas de referencia o líneas poligonales
En los casos de trazar fronteras sobre territorios marinos el límite puede apoyarse en un meridiano, en un paralelo o formar una línea poligonal que no guarde relación con algún rasgo geográfico. En estos casos, su definición mediante el sistema de referencia de coordenadas geográficas, es además posible referenciarlo mediante hitos, los cuales pueden colocarse en un sector territorial emergido de una sola jurisdicción, y tienen como función el señalar una de las coordenadas angulares (ya sea la latitud o la longitud) de uno de los puntos que hace de vértice del deslinde demarcado con la poligonal. 
Un ejemplo de este método es el definido en el Tratado de Paz y Amistad entre Argentina y Chile firmado por los representantes de ambos países en 1984 y que definió su frontera marítima en el mar de la Zona Austral.
Costa seca marítima
Si bien raramente, es posible también sobre cuerpos marinos aplicar la doctrina de costa seca. Un ejemplo se encuentra en la ensenada de Cocinetas en el golfo de Venezuela entre la república homínima y Colombia. También se lo ha teorizado en la disputa sobre el Peñón de Gibraltar.
El principio jurídico dominante se sintetiza en la frase “la tierra domina el mar”, es decir, la posesión de una lonja del mar adyacente a una costa, dimana naturalmente de la soberanía que se estipule para dicha ribera. De allí que la excepcionalidad de aplicar el instrumento jurídico de la costa seca ha de ser inequívoca, fruto de una patente aceptación y voluntad de las partes, no como una particular interpretación de un tratado por una de ellas.
Límites de la plataforma marina
Especialmente cuando se trata de límites de espacios marítimos de una jurisdicción costera respecto al área de alta mar (o aguas internacionales), la frontera se define por distancias desde las líneas de base normal (LBN) y las líneas de base rectas (LBR).
Las primeras representan la línea natural y ondulante del borde costero durante la marea baja. Las segundas constituyen líneas rectas e imaginarias que unen cabos o islas litorales. Dicho polígono hacia el continente encierra aguas interiores y de manera opuesta son utilizadas como apoyo para medir la extensión del mar territorial, la zona contigua, la zona económica exclusiva (de “soberanía funcional” para el estado ribereño) y la plataforma continental, sobre la cual un estado posee un derecho originario, natural y exclusivo.
La medida empleada es la milla marina (que equivale a 1852 metros).
El punto desde donde se proyecta la zona económica exclusiva (ZEE) hacia el límite exterior también puede ser batimétrico, por ejemplo, estar a 100 millas marinas contadas desde la isóbata de 2500 metros, al que se suma la opción de extender el límite exterior de su mar patrimonial hasta las 350 millas marinas contadas desde las líneas de base. 
También se han previsto corrimientos del límite surgidos de distancias tomando en cuenta espesores de rocas sedimentarias o respecto al pie del talud continental.
Límites marítimos geográficos
Normalmente los límites marinos entre dos estados no se han definido sobre las particularidad geomórficas del lecho o subsuelo marino; una excepción es la frontera establecida en la fosa de Timor, entre Australia e Indonesia (en el acuerdo firmado el 9 de octubre de 1972).
Límites marítimos mixtos
En ocasiones, sobre porciones marinas, se han delimitado zonas propias de cada estado y otras con algunos rasgos de cosoberanía o espacios para explotaciones en común. Un ejemplo ocurre en la frontera entre España y Francia sobre las aguas de la bahía de Higuer o de Txingudi. En virtud de la Declaración de Bayona del 30 de marzo de 1879, la angosta franja marítima próxima a la orilla de cada país quedó bajo su jurisdicción respectiva, mientras que para la amplia zona central se convino una jurisdicción compartida.